# 三和ロボティクス
三和ロボティクス株式会社（略称：SRT）は、長野県飯田市に本社を置く切削加工業。

## 沿革
- 1964年 1月 創業者　沢 唯四　生家(有)金宝堂製作所より分離独立｡鼎町にて金属機械加工業を創業。
- 1967年 5月 事業対象製品をセンサーユニットへ移行。機械加工に加え組立配線を行う。
- 1969年 5月 「有限会社　三和精機製作所」会社設立。
- 1979年 7月 NC旋盤1号機導入。
- 1983年 5月 創業者、沢 唯四 退任、沢 章好 社長就任。
- 1984年 7月 飯田市下殿岡　 新本社工場建設　移転。
- 1990年 5月 設計開発課新設　「生産用設備・装置」の一貫製造体制構築へ。
- 1990年 8月 「株式会社 三和精機」に改組、並びに資本金1,000万円に増資。
- 1992年 5月 SR3000ゲートカットロボットの販売開始。
- 1994年 5月 社内改善生産技術の提案制度「ICBM作戦」の発足。［I(Image)C(Concept)B(be roused to action)M(Message)］
- 1995年 6月 ディスク型小型油膜回収装置（オイルスキマー）「トオル君」発売。
- 1996年 8月 側面加工機の開発で「中小企業創造法」による県知事認可を得る。
- 1998年 12月 「ISO9001」を認証取得。
- 1999年 11月 5軸マシニングセンター1号機導入。
- 2001年 4月 横型ドリルタッパー　「タップ　トルク管理機能」で「中小企業創造法」の再認定を得る。
- 2002年 5月 横型タッピングボール盤「be side」として発売。
- 2003年 3月 飯田下伊那地域ぐるみ環境改善活動「南信州いいむす21」本社認証取得。
- 2005年 4月 複合加工機1号機導入。
- 2006年 6月 東棟工場を新築。
- 2008年 5月 「be side」 SR5000生産台数　150台突破。
- 2009年 4月 オイルスキマー「トオル君」防水型　SR-104　発売。
- 2009年 9月 飯田下伊那地域ぐるみ環境活動「南信州いいむす21」中級ステップアップ。
- 2010年 5月 創業時より経営参画した沢 章好 退任、沢 宏宣 社長就任。
- 2011年 5月 長野原工場取得。
- 2012年 5月 「三和ロボティクス株式会社」に商号変更。
- 2013年 3月 飯田市川路　新本社工場建設　移転。
- 2013年 9月 資本金3,000万円に増資。
- 2014年 2月 「ISO14001」を認証取得。
- 2015年 3月　ユニバーサルロボット社（デンマーク）の認定システムインテグレーターに登録される。